# 將王
將王（英語：Russian Emperor，前譯「俄國君王」），是一匹曾在愛爾蘭和香港受訓練的賽駒，亦曾遠征至卡塔爾及杜拜出賽，來港後練馬師是韋達，為香港2021/2022馬季及2022/2023馬季最佳長途馬。競賽生涯中三勝國際一級賽，並曾遠征勝出卡塔爾一級賽酋長錦標，是2020年代香港首匹勝出海外賽事的香港賽駒。

## 馬名
馬名「將王」中的「將」是承襲自馬主張舜清「將男」和「將耀」等等的賽駒，而「王」就來自原名Russian Emperor（俄國君王）而來。

## 經歷
出生於愛爾蘭的「將王」血統非常矜貴，父系來自服役時取下8戰6勝，當中包括葉森打吡、愛爾蘭打吡及英皇錦標三項一級賽的著名大種馬「天文學家」。母系則是共贏出四場一級賽的澳洲馬后「大洋珠寶」。
「將王」來港服役前名為「俄國君王」，由古摩亞團體擁有，並由曾經訓練「天文學家」的練馬師岳伯仁訓練。「俄國君王」於愛爾蘭和英國服役時獲得5戰2勝的成績，當中更包括由莫雅策騎而勝出的一項三級賽漢普頓宮錦標，其後「俄國君王」亦曾經出戰葉森打吡大賽，而最後只得第七名。
於葉森打吡後，古摩亞團體因戰術問題而決定將「俄國君王」賣出，一段時間後，「俄國君王」最終出售給予香港的馬主張舜清先生，並交由掛靴從練並曾經十三次榮獲香港冠軍騎師的韋達訓練。馬匹來港後，張舜清按照自己「將」系的風格而將馬匹更名為「將王」，在香港以89分評分起步。

### 2020-21年馬季
「將王」於2021年1月10日以雄馬身分在香港首戰一場二班1400米賽事熱身，最後得第十名。馬匹隨後立即轉戰四歲馬系列賽事，於1月24日在楊明綸胯下出戰香港經典一哩賽，最後表現平平只得第九名。大約一個月後再次夥拍楊明綸出戰香港經典盃，於最後直線時「將王」於馬群中透出，結果以獨贏賠率80倍的大冷門身份負於領放的「健康愉快」一個頸位跑入亞軍。
於香港經典盃後，「將王」順理成章出戰3月21日的香港打吡大賽，韋達賽前表示馬匹會夥拍田泰安出戰。然而比賽最後階段時田泰安選擇把馬匹移出大外作衝刺，最後於直路的「將王」不斷追趕，結果負於貼緊內欄競跑的「達心星」而於打吡大賽以頭位之差失落冠軍。
打吡大賽過後，「將王」原先打算出戰4月份的一級賽富衛保險女皇盃，唯獨最後韋達因馬匹休養問題決定避戰，改為出戰5月2日的三級賽皇太后紀念盃，結果馬匹於沿途望空競跑，只能以第七名作收。
其後「將王」出戰5月23日的香港冠軍暨遮打盃，換上巴度上陣，但最後表示平平以第六名完成。
賽後的數天後，「將王」接受閹割手術，消息一傳出後引起不少回響，不少馬迷抨擊馬主只為了贏大賽而不惜把血統矜貴的馬匹閹割，更間接令當時不幸難產的「大洋珠寶」絕後，也有不少人更指責田泰安於打吡發揮不當，而令馬匹失去配種機會。

### 2021-22年馬季
於2021-2022新馬季，閹割後的「將王」首戰於9月26日的1400米的三級賽慶典盃熱身，配上韋達徒弟周俊樂結果跑獲第七名，不足一個月後再次配上楊明綸出戰二級賽沙田錦標，結果跑獲第六。隨後「將王」決定換上薛恩上陣二級賽馬會盃，最後得第五名。
於12月12日的香港盃，「將王」賽前不太被人看好，但結果夥拍薛恩的「將王」於最後直路一直持續領先，於最後50米才被日本代表「唯獨愛你」和「滂薄無比」追過，最後得第三名。其後「將王」繼續與薛恩拍檔，出戰香港三冠大賽頭關1600米董事盃，雖然路程不合，但最終仍可以於「夏威夷」和被中止連勝記錄的「金鎗六十」後面得第三名。
隨後「將王」出戰於2月20日的三冠次關一級賽香港金盃。賽事中鞍上人薛恩於最後直路取位一流，最後大勝第二名的「玖寶」及第三名「金鎗六十」以四個馬位勝出，終於在來港接近一年後終於取下勝利。。
香港金盃後，「將王」把目標指向富衛保險女皇盃和香港冠軍暨遮打盃，馬匹首先於女皇盃前參加二級賽主席錦標，最後負於「金鎗六十」得第二名。隨後到正本戲富衛保險女皇盃，「將王」需要對上應屆打吡大賽冠軍「浪漫勇士」，結果「將王」陣上表現失準，於冠軍「浪漫勇士」後兩個馬位得第五名。
「將王」該季最後一場為三冠大賽尾關香港冠軍暨遮打盃，結果於成為大熱門下，於直路於最後位置追逐所有對手順利取勝，包辦香港三冠大賽中的兩關。由於薛恩決定於此馬季後離開香港回到澳洲發展，亦代表「將王」下季需要另尋騎師夥拍出賽。

### 2022-23年馬季

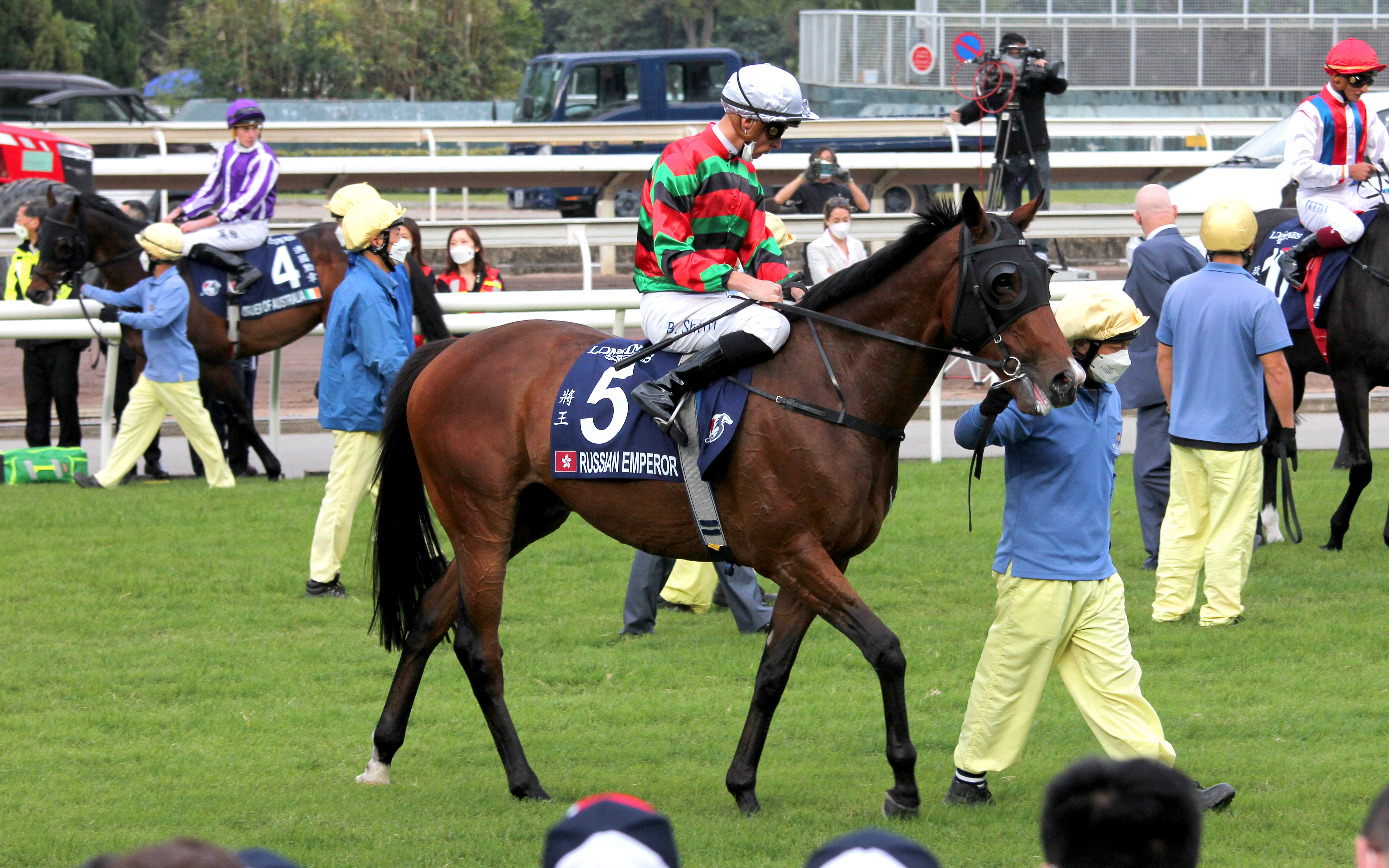
「將王」競逐2022年的香港盃

「將王」於此季初狀態不佳，馬匹更比上次勝出遮打盃後，體重暴增74磅。「將王」首戰夥拍希威森參加沙田錦標，以第十二名完成。其後夥拍回香港客串的薛恩出戰馬會盃，但結果竟然包尾以第九名大敗。隨後繼續夥拍薛恩出戰香港盃，最後於終點幾乎與「飛輪閃耀」一同衝線，跑獲第五名。
於2023年初，「將王」報名參加於卡塔爾雷恩馬場的一級賽酋長錦標，馬匹落實遠征後，決定先出賽董事盃熱身，該場董事盃更有「金鎗六十」，「加州星球」及「浪漫勇士」之間的三強對決，最後「將王」因途程所限，於班德禮策騎下只能跑第六名。
其後馬匹前往卡塔爾出賽2400米酋長錦標，韋達表示會交由沈拿胯下角逐，於2月18日比賽當日，「將王」於直路前提早發力，最終成功阻止高多芬陣營「偉倫角」的追擊勝出這項一級賽。是相隔四年後再有香港代表馬於海外賽事勝出。亦是練馬師韋達首次派馬遠征即揚威海外。沈拿表示，韋達原先打算派出「當家猴王」參加卡塔爾的賽事，但自己認為「將王」參加酋長錦標會更適合，結果韋達也願意把「將王」交給自己策騎。沈拿過往來港發展，最終黯然離開，而今次夥拍港馬在海外贏一級賽，所以在接受訪問時感觸落淚。
「將王」勝出酋長錦標後，韋達表示「將王」目標定於3月25日的杜拜世界盃賽馬日的2410米一級賽杜拜司馬經典賽，並繼續夥拍沈拿，在此之前先於杜拜超級星期六賽馬日出戰1800米一級賽傑貝哈特錦標，結果交出良好表現後上跑獲第五名。
隨後於正本戲杜拜司馬經典賽，同場對手有上屆盟主「大帝」，育馬者盃草地大賽冠軍「桀驁之戀」、香港瓶冠軍「瑪蓮必勝」，以及應屆日本馬王「春秋分」，最後「將王」只能跑獲得獎金名次的第八名。
完成中東征戰的旅程後，「將王」回港休息一段時間，隨後於5月7日在布文胯下角逐三級賽皇太后紀念盃，雖然有天雨之助，但回港後首戰即需要負135磅頂磅上陣，結果負於頭馬「直線力山」約二個馬位以第六名完成。
「將王」再次以5月28日的香港冠軍暨遮打盃作為今季最後一場賽事，惟今次再次遇上剛戰成功衛冕女皇盃的「浪漫勇士」。賽事途中「浪漫勇士」全程領放，「將王」則守於第五第六位置，最後直路時開始發力，成功於最後50米反先超過「浪漫勇士」衛冕成功。韋達賽後表示「將王」以往曾一度遇上低潮，健康方面出現問題及挫折，需要好些時間處理及康復過來，之後能夠如今日般獲勝，更難得的是牠在不太合跑的場地狀況上取得這場勝仗，這令他倍感興奮。

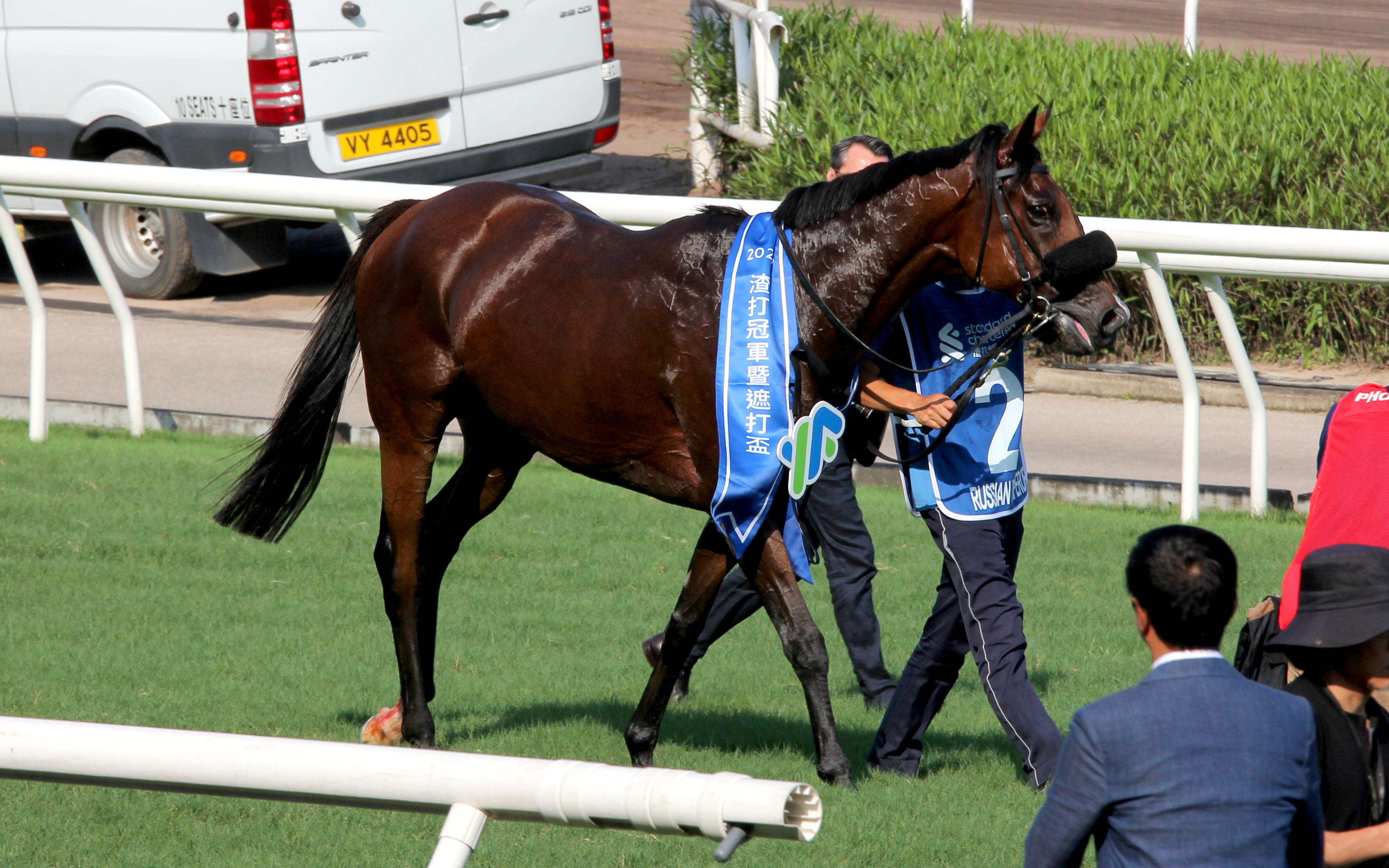
「將王」勝出2023年的香港冠軍暨遮打盃。

### 2023-24年馬季
韋達表示「將王」今季的目標首先是要參加香港盃，其後再衛冕卡塔爾的酋長錦標，於是季內首戰熱身再次夥拍希威森參加沙田錦標，結果於馬群後列尾隨得第十名。其後再次出戰馬會盃，但原定騎師布文卻於一星期前策騎「自勝者強」時墮馬而無法策騎，最後「將王」最後被換上蔡明紹執彊，在頭馬「直線力山」之後得第八名。其後，「將王」決定轉戰香港瓶，然而卻於11月29日，「將王」在香港瓶前的電腦斷層掃描測試中不合格，隨後被驗出左前球節受傷，因此決定退出比賽。
經過大約一個月的復常訓練後，「將王」於一月份開始重新接受正常操練，亦於試閘合格後，出戰董事盃，於直路稍追下於頭馬「遨遊氣泡」後得第七名。
董事盃過後，依照原定計劃出發前往卡塔爾衛冕2月17日的酋長錦標，於比賽當天，「將王」沿途際遇非常不幸，最後只能以平穩姿態追趕，於頭馬「桀驁之戀」和其他日本代表馬後跑得第五。賽後「將王」被發現右後腳被割傷。
於酋長錦標過後，「將王」先回港全力準備遮打盃三連霸。在此之前，先參加4月10日的二級賽主席錦標，跑得第十一名。隨後被入選參加富衛保險女皇盃，但韋達表示馬匹會退出，反而會出戰女皇盃一星期後的三級賽皇太后紀念盃，雖然此舉代表馬匹將會負135磅重磅上陣，但韋達聲稱2400米會更適合腳程。
5月5日，「將王」出戰皇太后紀念盃，結果沿途守後，但直路上只是稍追，隨後乏力，結果只得第七名，賽後「將王」更被驗出右前腿不良於行，再次受傷患影響。
雖然被腳患所困擾，但「將王」很快地通過獸醫檢驗並繼續向香港冠軍暨遮打盃進發，韋達亦表示這次應該是「將王」生涯的最後一戰。結果到了5月26日的遮打盃當天，「將王」自一檔出閘以平穩速度競跑，到最後直路一直保持同速，結果最後於「桀驁之戀」後六個馬身以第七名完成。
2024年5月30日，「將王」宣告退役，正式結束其競賽生涯，總賽績36戰6勝，包括來港之後的31戰4勝，在香港全部獲勝賽事都為一級賽。韋達表示「將王」一直都是自己馬房中的超級巨星，自己亦一直親自策騎他進行操練，和「將王」擁有其他馬都沒有辦法取代的羈絆，因此他帶來不少的特別的回憶。最後「將王」落居於澳洲墨爾本的Living Legends牧場頤養天年。

## 在港勝出賽事全紀錄
| 比賽日期   | 賽事名稱         | 賽事班次 | 賽道 | 賽事路程 | 比賽馬場 | 名次 | 完成時間 | 騎師 |
| ---------- | ---------------- | -------- | ---- | -------- | -------- | ---- | -------- | ---- |
| 20/02/2022 | 花旗銀行香港金盃 | G1       | 草地 | 2000米   | 沙田馬場 | 1    | 2:04.11  | 薛恩 |
| 22/05/2022 | 渣打冠軍暨遮打盃 | G1       | 草地 | 2400米   | 沙田馬場 | 1    | 2:26.67  | 薛恩 |
| 28/05/2023 | 渣打冠軍暨遮打盃 | G1       | 草地 | 2400米   | 沙田馬場 | 1    | 2:26.87  | 布文 |

## 在港一級賽出賽全紀錄
| 比賽日期   | 賽事名稱         | 賽事班次 | 賽道 | 賽事路程 | 比賽馬場 | 名次 | 完成時間 | 騎師   |
| ---------- | ---------------- | -------- | ---- | -------- | -------- | ---- | -------- | ------ |
| 23/05/2021 | 渣打冠軍暨遮打盃 | G1       | 草地 | 2400米   | 沙田馬場 | 6    | 2:26.23  | 巴度   |
| 12/12/2021 | 浪琴表香港盃     | G1       | 草地 | 2000米   | 沙田馬場 | 3    | 2:00.83  | 薛恩   |
| 23/01/2022 | 董事盃           | G1       | 草地 | 1600米   | 沙田馬場 | 3    | 1:35.08  | 薛恩   |
| 20/02/2022 | 花旗銀行香港金盃 | G1       | 草地 | 2000米   | 沙田馬場 | 1    | 2:04.11  | 薛恩   |
| 24/04/2022 | 富衛保險女皇盃   | G1       | 草地 | 2000米   | 沙田馬場 | 5    | 2:00.53  | 薛恩   |
| 22/05/2022 | 渣打冠軍暨遮打盃 | G1       | 草地 | 2400米   | 沙田馬場 | 1    | 2:26.67  | 薛恩   |
| 11/12/2022 | 浪琴香港盃       | G1       | 草地 | 2000米   | 沙田馬場 | 5    | 2:00.69  | 薛恩   |
| 29/01/2023 | 董事盃           | G1       | 草地 | 1600米   | 沙田馬場 | 6    | 1:35.07  | 班德禮 |
| 28/05/2023 | 渣打冠軍暨遮打盃 | G1       | 草地 | 2400米   | 沙田馬場 | 1    | 2:26.87  | 布文   |
| 21/01/2024 | 董事盃           | G1       | 草地 | 1600米   | 沙田馬場 | 7    | 1:34.76  | 艾兆禮 |
| 26/05/2024 | 渣打冠軍暨遮打盃 | G1       | 草地 | 2400米   | 沙田馬場 | 7    | 2.26.68  | 布文   |

## 在港以外大賽出賽全紀錄
| 比賽日期   | 賽事名稱           | 賽事班次 | 賽道 | 賽事路程 | 比賽馬場   | 名次 | 完成時間 | 騎師   |
| ---------- | ------------------ | -------- | ---- | -------- | ---------- | ---- | -------- | ------ |
| 09/06/2020 | 得雲市育馬打吡預賽 | G3       | 草地 | 2012米   | 李奧柏馬場 | 2    | 2:08.98  | 許覺能 |
| 17/06/2020 | 漢普頓宮錦標       | G3       | 草地 | 2004米   | 雅士谷馬場 | 1    | 2:05.86  | 莫雅   |
| 04/07/2020 | 葉森打吡大賽       | G1       | 草地 | 2420米   | 葉森馬場   | 7    | —        | 許覺能 |
| 18/02/2023 | 酋長錦標           | QA G1    | 草地 | 2400米   | 雷恩馬場   | 1    | 2:25.33  | 沈拿   |
| 04/03/2023 | 傑貝哈特錦標       | G1       | 草地 | 1800米   | 美丹馬場   | 5    | —        | 沈拿   |
| 25/03/2023 | 杜拜司馬經典賽     | G1       | 草地 | 2410米   | 美丹馬場   | 8    | —        | 沈拿   |
| 17/02/2024 | 酋長錦標           | G3       | 草地 | 2400米   | 雷恩馬場   | 5    | —        | 沈拿   |

## 外部連結
- . 2022-02-20  [2022-02-20]. （原始内容存档于2022-02-22）.
- . 2022-05-22  [2022-05-22]. （原始内容存档于2022-07-24）.
- . 2023-02-19  [2023-02-19]. （原始内容存档于2023-03-20）.
- . 2023-03-05  [2023-03-05]. （原始内容存档于2024-03-13）.
- . 2023-03-22  [2023-03-22]. （原始内容存档于2024-05-23）.
- . 2023-05-28  [2023-05-28]. （原始内容存档于2023-03-20）.
- . 2024-02-06  [2024-02-06]. （原始内容存档于2024-03-13）.
- . 2024-02-09  [2024-02-09]. （原始内容存档于2024-03-13）.
- . 2024-02-15  [2024-02-15]. （原始内容存档于2024-03-13）.
- . 2024-02-16  [2024-02-16]. （原始内容存档于2024-03-13）.
- . 2024-02-18  [2024-02-18]. （原始内容存档于2024-03-13）.
- . 2024-06-04  [2024-06-04]. （原始内容存档于2024-06-14）.